# 蒲秉權
蒲秉權（？—？），字度之，號平若，四川阆中县人，湖广永州府道州永明縣民籍。明朝政治人物。

## 生平
万历三十四年（1606年）丙午科湖广乡试举人，四十一年（1613年）癸丑科進士，四十二年授江西南康府建昌县知县，四十六年冬入覲，擬授工部屯田司主事，四十七年给假归。四十八年四月丁母忧，天啓二年八月即吉北上，十月考选，候补给事中，三年五月授吏科给事中，七月巡视库藏，弹劾兵部右侍郎刘曰梧升任逾年而未到任，曰梧遂以病求去。其年秋丁父忧归，六年二月升福建管粮右参议，次年去职。崇祯二年四月，列名阉党逆案，以天啓时卤簿加级被削籍。崇祯四年辛未春起补陕西西宁兵备道参议，五年升肃州道副使。著有《硕薖园集》十卷。

## 家族
祖父蒲大淮，监生。父蒲以忱（1551年—1623年），字作信，號养初，儒官。母何氏。兄蒲秉枢，弟蒲秉桂。子蒲輪、蒲轼、蒲辙。